# Antonio Pace

Scorta de' mercanti, 1628

Antonio Pace (Verona, ... – XVII secolo) è stato un matematico italiano.

## Biografia
Veronese, visse nella prima metà del Seicento. Pubblicò nel 1628 l'opera di aritmetica Scorta de' mercanti, con la quale ogni commerciante dell'epoca, secondo le intenzioni dell'autore, avrebbe potuto «venire in perfetta cognitione di risolvere qualsivoglia computo mercantesco». L'opera è citata nei Nuovi elementi di matematica (1976) di Charles Sanders Peirce come «completamente ignota agli storici».

## Opere
- Scorta de' mercanti, overo pratica d'aritmetica, Verona, Angelo Tamo, 1628.